# オパリナ
オパリナ（Opalina）はカエルやオタマジャクシの腸管に寄生する鞭毛虫の仲間である。ゾウリムシのように細胞全体が毛で覆われた原生動物であるが、繊毛虫の仲間ではなく、コンブや珪藻と同じストラメノパイル生物群に含まれる。

## 概論
カエル、オタマジャクシ、その他の生物の消化管に寄生する多鞭毛（繊毛として扱う場合もある）の鞭毛虫である。一般に宿主に対して片利共生の形をとっており、積極的に害を及ぼす例は知られていない。
オパリナと呼ばれる生物は一種のみではなく、広義にはおおよそ5属にまたがる生物群の総称である（まとめてオパリナ類とも呼ばれる）。世界中に近縁種が分布しており、それらの宿主も様々である。宿主はカエルのような両生類が多いが、一部には軟体動物や魚類に寄生するものも知られている。日本では Opalina japonica が最も一般的に見られ、日本でオパリナといえば通常は本種を指す。
ちなみに「オパリナ（Opalina）」という名前は、この生物が遊泳する際に光を反射してオパールのように輝く様子から付けられたものである。同様の理由（オパールのような光沢）で“opalina”の名を持つ生物としては、巻貝の仲間のオパールキリガイダマシ（Mesaliopsis opalina）がいる。

## 細胞構造
オパリナ類の細胞の大きさは100～300μmで、宿主の消化管内容物を細胞表面から得る吸収栄養性の生物である。細胞口や収縮胞は存在しない。細胞内に複数の細胞核を持っており、その個数は少ないもの（Protoopalina limnocharis など）で2個、多いもの（Opalina japonica など）では数百個におよぶ。
細胞膜は直下の皮層（cortex）と呼ばれる微小管性の組織で裏打ちされる。細胞表面には鞭毛が列をなして配置されており、繊毛虫のような外見を呈する。

## 生活環
代表的な Opalina 属の多くはカエルに寄生し、カエルとオタマジャクシの腸管を交互に経る生活環を持つ。トロフォントと呼ばれる大型多核の細胞は、カエルの腸管でパリントミーと呼ばれる細胞成長を伴わない細胞分裂を繰り返し、次第に小型化してゆく。一定サイズ以下に小型化した細胞はシストとなり、カエルから放出されてオタマジャクシの腸管へと移る。ここでハッチした細胞は分裂して異型配偶子を生じ、それらの接合を伴う有性生殖環をなす。一部の細胞は有性生殖環から脱して大型細胞となり、遊泳して再びカエルへと移る。カエルへ移行せずにオタマジャクシ内でパリントミーを行い、シスト化する経路も知られている。

## 分類

### 歴史
細胞表面に多数の鞭毛列を持つオパリナ類は、古くは繊毛虫類に含められたり、あるいは原始的な繊毛虫“Protociliates”として位置付けられるなどしてきた（Metcalf 1923, 1940）。しかし繊毛虫の特徴である大核と小核の分化を欠くことから、1963年には Corliss と Balamuth により肉質鞭毛虫門へと移された。1980年代以降、分子系統解析による肉質鞭毛虫門の多系統性の理解と門の解体が進み、オパリナ類は独立の分類群として位置付けられるようになった。さらに1993年、Delvinquier と Pattersonにより、細胞表面の皮層構造の類縁性からプロテロモナス類（Proteromonads）がオパリナ類に統合され、両者を合わせて“Slopalines”なる呼称が提唱された。この分類群は、一般に「オパリナ類」とされる生物群としては最も広義のものである。Slopalines の単系統性は、Kostka et al. 2004 など分子系統解析の結果からも支持されている。

### アルベオラータとオパリナ
一度は否定された繊毛虫とオパリナ類の類縁性であるが、オパリナ類はアルベオラータ（繊毛虫や渦鞭毛藻を含む大分類群）に属すると考える意見が、2000年以降再び提唱されてきた。主な根拠はβ-チューブリン配列を用いた分子系統解析の結果であり、これによればオパリナ類はストラメノパイルではなくアルベオラータに含まれるという。しかし、かつてオパリナ類の 18S rRNA配列に接合菌類のコンタミネーションが見出されたこともあり、分子系統に基づく判断は注意を要する。また細胞構造の点から、Protoopalina のような二核性のオパリナ類が、大核小核を持つ繊毛虫と何らかの系統的関連性を持っているとする説もある。

### 分類と各群の特徴
ここでは最広義のオパリナ類として、プロテロモナス類を含めた Slopalines（Slopalinida、広義オパリナ類）全体を扱う。
Family Opalinidae オパリナ科（一般的なオパリナ類）
多数の鞭毛と細胞核を持つ大型鞭毛虫。全て寄生性である。
- Protozelleriella 属

細胞核は2つ。細胞の周縁部が薄く平たいいびつな円盤状で、直径は100μmほど。南アフリカに生息するカペンシブフォガエル（Capensibufo rosei）からのみ報告されている。
- Zelleriella 属

細胞核は2つ、細胞形は細長い。南半球を中心に、オオヒキガエル（Bufo marinus）等のほか魚類の腸管からも報告がある。
- Protoopalina プロトオパリナ属

細胞核は2～18個。細胞形は細長く、鞭毛列の条線がほぼ長軸と平行に走る。アジアを中心に分布し、ヨーロッパスズガエル（Bombina bombina）などを宿主とする。これも魚類からも見つかっている。
- Protoopalina limnocharis

細長い紡錘形で、鞭毛列は体の長軸方向に平行である。細胞核は2個で涙滴型をしており、お互いに繊維構造で連結されている。日本ではヌマガエル（Rana limnocharis）から発見されている。
- Protoopalina hexasoma

P. limnocharis よりもやや扁平で、鞭毛列は細胞前端部の縫合線から生じる。細胞核は球形で4～18個、連結はない。日本ではニホンヒキガエル（Bufo japonicus）やトノサマガエル（Rana nigromaculata）から検出されている。
- Cepedea 属

細胞は多核で大型、体長数百μmにおよぶ。扁平で細胞後部へ向けて細くなる。アメリカ大陸などいわゆる新世界に多いが、オーストラリアでは報告がない。宿主は様々な両生類、稀に魚類やカタツムリ。
- Opalina オパリナ属

細胞は多核で大型、扁平な楕円形で体長数百μm。様々なカエルの腸管内に棲んでおり、爬虫類や淡水性のイガイ類からも報告がある。
- Opalina japonica Sugiyama 1924

日本では最も普通に見られるオパリナである。鞭毛列は体の長軸方向に沿って走り、扁平な体を回転させながら遊泳する。細胞内には100～170個もの細胞核が散在している。主な宿主はニホンアカガエル（Rana japonica）。
Family Proteromonadidae プロテロモナス科
オパリナ科とは異なり細胞を覆うほどの鞭毛は持たない。細胞は細長く、その前端部に2～4本の鞭毛を持つ。また、オパリナ科が2個以上の細胞核を持つのに対し、プロテロモナス科は単核である。全て寄生性。
- Proteromonas プロテロモナス属

体長は25μm前後で、細胞の前部より2本の鞭毛を生じる。主にトカゲを宿主とするが、他に両生類や哺乳類の内臓からも発見されている。
- Karotomorpha 属

体長12-16μm程度の小さな鞭毛虫。細胞の前部より4本の鞭毛を生じる。主要な宿主は Triton、アカガエル（Rana）、アホロートル（Amblystoma）であり、オーストラリア、北米、ヨーロッパなどから報告されている。